# Logan Carter
Robert "Bobby" Logan Carter (Daytona Beach, 5 de novembre de 1954 - Los Angeles, 23 de juny de 1988) va ser un actor i fotògraf estatunidenc. Va aparèixer alternativament com a home o dona i va utilitzar l'àlies professional Roxanne Russell. El seu debut en els escenaris va ser el 1972, amb 18 anys, durant les primeres presentacions de la primera producció de Wild Side Story (inicialment anomenada West Side Tuna) a Miami Beach.
Carter va ser un transformista femení a la discoteca La Cage de La Cienega Boulevard
de Los Angeles a principis del 1980. Allà, sovint va actuar per a famosos que vivien a la zona.
Va aparèixer notablement en el videoclip de la cançó "Sex as a Weapon" de Pat Benatar i és conegut per les aparicions a pel·lícules com Repo Man (1984), Second Serve (1986) i Hollywood Vice Squad (1986). Carter va morir de sida el 23 de juny de 1988 a Los Angeles.

## Filmografia
- Repo Man (1984) - Repo Wife #3
- Love Streams (1984) - transformista femení
- Estranys al paradís (1984) - ballarí
- Hollywood Vice Squad (1986) - prostituta
- Second Serve (1986) - transformista femení
- Down on Us (1989) - transvestit (última aparició)